# Las locuras de Tin-Tan
Las locuras de Tin-Tan es una película de comedia mexicana de 1952, escrita y dirigida por Gilberto Martínez Solares y protagonizada por Germán Valdés «Tin-Tan», Carmelita González y Evangelina Elizondo. Esta película constituye el debut cinematográfico de la actriz y cantante Evangelina Elizondo, más conocida por aparecer años después en otras películas junto con Adalberto Martínez «Resortes» y Antonio Espino «Clavillazo».

## Argumento
Tin-Tan consigue trabajo en una heladería, formada en cooperativa junto a sus amigos, dónde aparte de atender a los clientes también ha de recoger la nieve que usa para los helados. Junto a un sastre que trabaja en su misma calle, han ideado un plan para crear una máquina automática que hará todo el trabajo y los hará ricos. Mientras tanto, deben ganarse la vida.

## Reparto
- Germán Valdés como Tin-Tan (como German Valdés 'Tin-Tan').
- Carmelita González como Lolita.
- Marcelo Chávez como Marcelo (como Marcelo).
- Evangelina Elizondo como Paloma Landa.
- Tito Novaro
- Wolf Ruvinskis como Loco fortachón.
- Eva Calvo como Martha.
- Joaquín García "Borolas" como Napoleón (como Borolas).
- Florencio Castelló como Don Manuel.
- Armando Sáenz como Roberto.
- Francisco Reiguera como Dr. Lucas de Mente.
- Nicolás Rodríguez como Don Calixto.
- Quinteto Allegro
- Eduardo Alcaraz como Sr. Landa (no acreditado).
- Stephen Berne como Loco de manicomio (no acreditado).
- Jorge Casanova (no acreditado).
- Rafael Estrada como Detective (no acreditado).
- Raúl Guerrero (no acreditado).
- Elena Julián como Amiga de Paloma (no acreditada).
- Rosalía Julián (no acreditada).
- Pepe Nava (no acreditado).
- Salvador Quiroz como Hombre en corrida de toros (no acreditado).
- Humberto Rodríguez como Mayordomo (no acreditado).
- Ramón Valdés «Don Ramón» como Empleado de heladería (no acreditado).

## Recepción
Emilio García Riera en Historia documental del cine mexicano: 1951-1952 criticó el guion de la película, diciendo que Germán Valdés «pagó cara la sustitución de su buen argumentista habitual Juan García por un "humorista" tan calamitoso como lo era [Carlos] León», poniendo como ejemplos chistes como el personaje de Valdés diciendo «siempre he de andar en líos de faldas» mientras estaba en la falda de un volcán.